# Retorikförlaget
Retorikförlaget är ett fackboksförlag grundat 1997. Den bärande idén för förlaget är att ge ut skandinavisk retorikforskning som motvikt till den amerikanska forskning som man ansåg var för dominerade vid universiteten. Detta gör man genom tidskriften Rhetorica Scandinavica. Dessutom ger man också ut den mer populärvetenskapliga Retorikmagasinet. Förlaget ägs av Peter Ström-Søeberg och har sitt säte i Åstorp.